# نايجل جرين
نايجل جرين (بالإنجليزية: Nigel Green)‏ (و. 1924 – 1972 م) هو ممثل، من المملكة المتحدة، ولد في بريتوريا، توفي في برايتون، عن عمر يناهز 48 عاماً.

## التعليم
تعلم في الأكاديمية الملكية للفنون المسرحية، ومدرسة الكلية الملكية ‏، وكلية كينجز لندن.

## وصلات خارجية
- نايجل جرين على موقع IMDb (الإنجليزية)
- نايجل جرين على موقع ألو سيني (الفرنسية)
- نايجل جرين على موقع ميوزك برينز (الإنجليزية)
- نايجل جرين على موقع أول موفي (الإنجليزية)
- نايجل جرين على موقع قاعدة بيانات برودواي على الإنترنت (الإنجليزية)
- نايجل جرين على موقع قاعدة بيانات الأفلام السويدية (السويدية)
- نايجل جرين على موقع إن إن دي بي (الإنجليزية)
- نايجل جرين على موقع قاعدة بيانات الفيلم (الإنجليزية)
- نايجل جرين على موقع كينوبويسك (الروسية)